# (4722) Agélaos
(4722) Agélaos, désignation internationale (4722) Agelaos, est un astéroïde troyen jovien.

## Description
(4722) Agélaos est un astéroïde troyen jovien, camp troyen, c'est-à-dire situé au point de Lagrange L5 du système Soleil-Jupiter. Il présente une orbite caractérisée par un demi-grand axe de 5,206 UA, une excentricité de 0,112 et une inclinaison de 8,8° par rapport à l'écliptique.
Il est nommé en référence au personnage de la mythologie grecque Agélaos, acteur du conflit légendaire de la guerre de Troie.

## Compléments